# Comuni del Mato Grosso

Lo Stato del Mato Grosso, in Brasile

Segue un elenco dei 141 comuni dello stato brasiliano del Mato Grosso (MT).
| #   | Comune                           | Microregione       | Mesoregione               | Area (km²) | Popolazione | Densità |
| --- | -------------------------------- | ------------------ | ------------------------- | ---------- | ----------- | ------- |
| 1   | Acorizal                         | Rosário Oeste      | Centro-Sul Mato-Grossense | 841,166    | 5.736       | 6,82    |
| 2   | Alta Floresta                    | Alta Floresta      | Norte Mato-Grossense      | 8.947,069  | 49.212      | 5,49    |
| 3   | Alto Araguaia                    | Alto Araguaia      | Sudeste Mato-Grossense    | 5.538,022  | 31.770      | 2,49    |
| 4   | Alto Boa Vista                   | Norte Araguaia     | Nordeste Mato-Grossense   | 2.241,826  | 5.066       | 2,26    |
| 5   | Alto Garças                      | Alto Araguaia      | Sudeste Mato-Grossense    | 3.660,387  | 9.143       | 2,50    |
| 6   | Alto Paraguai                    | Alto Paraguai      | Centro-Sul Mato-Grossense | 2.052,519  | 27.503      | 3,97    |
| 7   | Alto Taquari                     | Alto Araguaia      | Sudeste Mato-Grossense    | 1.394,760  | 6.118       | 4,39    |
| 8   | Apiacás                          | Alta Floresta      | Norte Mato-Grossense      | 20.364,204 | 17.977      | 0,39    |
| 9   | Araguaiana                       | Médio Araguaia     | Nordeste Mato-Grossense   | 6.415,109  | 2.974       | 0,46    |
| 10  | Araguainha                       | Tesouro            | Sudeste Mato-Grossense    | 688,676    | 1,077       | 1,63    |
| 11  | Araputanga                       | Jauru              | Sudoeste Mato-Grossense   | 1.602,731  | 17.493      | 9,62    |
| 12  | Arenápolis                       | Alto Paraguai      | Centro-Sul Mato-Grossense | 414,678    | 9.908       | 23,89   |
| 13  | Aripuanã                         | Aripuanã           | Norte Mato-Grossense      | 25.048,965 | 31.110      | 0,76    |
| 14  | Barra do Bugres                  | Tangará da Serra   | Sudoeste Mato-Grossense   | 7.228,902  | 39.479      | 4,49    |
| 15  | Barra do Garças                  | Médio Araguaia     | Nordeste Mato-Grossense   | 9.141,841  | 63.243      | 5,82    |
| 16  | Barão de Melgaço                 | Alto Pantanal      | Centro-Sul Mato-Grossense | 11.182,846 | 7.625       | 0,68    |
| 17  | Ipiranga do Norte                | Alto Teles Pires   | Norte Mato-Grossense      |            | 5.772       |         |
| 18  | Bom Jesus do Araguaia            | Norte Araguaia     | Nordeste Mato-Grossense   | 4.279,088  | 4.479       | 1,05    |
| 19  | Brasnorte                        | Aripuanã           | Norte Mato-Grossense      | 15.959,328 | 13.964      | 0,87    |
| 20  | Campinápolis                     | Canarana           | Nordeste Mato-Grossense   | 5.970,464  | 13.663      | 2,29    |
| 21  | Campo Novo do Parecis            | Parecis            | Norte Mato-Grossense      | 9.448,384  | 42.258      | 2,36    |
| 22  | Campo Verde                      | Primavera do Leste | Sudeste Mato-Grossense    | 4.794,555  | 46.011      | 5,43    |
| 23  | Campos de Júlio                  | Parecis            | Norte Mato-Grossense      | 6.804,577  | 17.563      | 0,70    |
| 24  | Canabrava do Norte               | Norte Araguaia     | Nordeste Mato-Grossense   | 3.449,984  | 5.401       | 1,57    |
| 25  | Canarana                         | Canarana           | Nordeste Mato-Grossense   | 10.834,325 | 17.183      | 1,59    |
| 26  | Carlinda                         | Alta Floresta      | Norte Mato-Grossense      | 2.417,212  | 12.176      | 5,04    |
| 27  | Castanheira                      | Aripuanã           | Norte Mato-Grossense      | 3.948,861  | 7.808       | 1,98    |
| 28  | Chapada dos Guimarães            | Cuiabá             | Centro-Sul Mato-Grossense | 6.206,573  | 17.710      | 2,85    |
| 29  | Cláudia                          | Sinop              | Norte Mato-Grossense      | 3.820,948  | 10.648      | 2,79    |
| 30  | Cocalinho                        | Médio Araguaia     | Nordeste Mato-Grossense   | 16.538,832 | 5.840       | 0,35    |
| 31  | Colniza                          | Aripuanã           | Norte Mato-Grossense      | 27.947,646 | 36.437      | 1,00    |
| 32  | Colíder                          | Colíder            | Norte Mato-Grossense      | 3.038,249  | 30.685      | 1,10    |
| 33  | Comodoro                         | Parecis            | Norte Mato-Grossense      | 21.743,362 | 33.041      | 0,83    |
| 34  | Confresa                         | Norte Araguaia     | Nordeste Mato-Grossense   | 5.819,73   | 21.350      | 3,67    |
| 35  | Conquista d'Oeste                | Norte Araguaia     | Nordeste Mato-Grossense   | 2.698,008  | 3.097       | 1,48    |
| 36  | Cotriguaçu                       | Aripuanã           | Norte Mato-Grossense      | 9.123,582  | 13.740      | 1,51    |
| 37  | Curvelândia                      | Alto Pantanal      | Centro-Sul Mato-Grossense | 748,363    | 4.816       | 6,44    |
| 38  | Cáceres                          | Alto Pantanal      | Centro-Sul Mato-Grossense | 24.797     | 79.391      | 3,70    |
| 39  | Denise                           | Tangará da Serra   | Sudoeste Mato-Grossense   | 1.300,924  | 10.299      | 7,92    |
| 40  | Diamantino                       | Parecis            | Norte Mato-Grossense      | 7.630,212  | 36.634      | 2,44    |
| 41  | Dom Aquino                       | Rondonópolis       | Sudeste Mato-Grossense    | 2.205,079  | 8.264       | 3,75    |
| 42  | Feliz Natal                      | Sinop              | Norte Mato-Grossense      | 11.448,049 | 19.313      | 0,90    |
| 43  | Figueirópolis d'Oeste            | Jauru              | Sudoeste Mato-Grossense   | 890,949    | 3.633       | 4,08    |
| 44  | Gaúcha do Norte                  | Paranatinga        | Norte Mato-Grossense      | 16.898,569 | 5.780       | 0,34    |
| 45  | General Carneiro                 | Paranatinga        | Norte Mato-Grossense      | 3.721,078  | 4.803       | 1,29    |
| 46  | Glória d'Oeste                   | Jauru              | Sudoeste Mato-Grossense   | 846,053    | 3.121       | 3,69    |
| 47  | Guarantã do Norte                | Colíder            | Norte Mato-Grossense      | 4.713,043  | 38.920      | 6,56    |
| 48  | Guiratinga                       | Tesouro            | Sudeste Mato-Grossense    | 5.358,322  | 13.836      | 2,58    |
| 49  | Indiavaí                         | Jauru              | Sudoeste Mato-Grossense   | 600,326    | 2.506       | 4,17    |
| 50  | Ipiranga do Norte                | Alto Teles Pires   | Norte Mato-Grossense      |            | 4.224       |         |
| 51  | Itanhangá                        | Alto Teles Pires   | Norte Mato-Grossense      |            | 4.741       |         |
| 52  | Itaúba                           | Sinop              | Norte Mato-Grossense      | 4.538,338  | 4.634       | 1,02    |
| 53  | Itiquira                         | Rondonópolis       | Sudeste Mato-Grossense    | 8.638,691  | 12.159      | 1,41    |
| 54  | Jaciara                          | Rondonópolis       | Sudeste Mato-Grossense    | 1.658,720  | 37.028      | 15,09   |
| 55  | Jangada                          | Rosário Oeste      | Centro-Sul Mato-Grossense | 1.021,93   | 8.056       | 7,88    |
| 56  | Jauru                            | Jauru              | Sudoeste Mato-Grossense   | 1.217,480  | 10.760      | 8,84    |
| 57  | Juara                            | Arinos             | Norte Mato-Grossense      | 21.387,334 | 41.096      | 1,50    |
| 58  | Juruena                          | Aripuanã           | Norte Mato-Grossense      | 3.203,30   | 8.731       | 2,73    |
| 59  | Juscimeira                       | Rondonópolis       | Sudeste Mato-Grossense    | 2.205,018  | 11.999      | 5,44    |
| 60  | Juína                            | Aripuanã           | Norte Mato-Grossense      | 26.251,276 | 47.564      | 1,47    |
| 61  | Lambari d'Oeste                  | Jauru              | Sudoeste Mato-Grossense   | 1.337,245  | 4.904       | 3,67    |
| 62  | Lucas do Rio Verde               | Alto Teles Pires   | Norte Mato-Grossense      | 3.659,859  | 73.262      | 8,41    |
| 63  | Luciára                          | Norte Araguaia     | Nordeste Mato-Grossense   | 4.145,262  | 2.419       | 0,58    |
| 64  | Marcelândia                      | Sinop              | Norte Mato-Grossense      | 12.294,144 | 14.080      | 1,15    |
| 65  | Matupá                           | Colíder            | Norte Mato-Grossense      | 5.151,850  | 12.928      | 2,51    |
| 66  | Mirassol d'Oeste                 | Jauru              | Sudoeste Mato-Grossense   | 1.072,537  | 41.626      | 23,03   |
| 67  | Nobres                           | Alto Teles Pires   | Norte Mato-Grossense      | 3.859,509  | 24.825      | 3,84    |
| 68  | Nortelândia                      | Alto Paraguai      | Centro-Sul Mato-Grossense | 1.350,778  | 6.232       | 4,61    |
| 69  | Nossa Senhora do Livramento      | Cuiabá             | Centro-Sul Mato-Grossense | 5.192,568  | 12.302      | 2,37    |
| 70  | Nova Bandeirantes                | Alta Floresta      | Norte Mato-Grossense      | 9.531,206  | 22.756      | 1,34    |
| 71  | Nova Brasilândia                 | Paranatinga        | Norte Mato-Grossense      | 3.266,215  | 4.877       | 1,49    |
| 72  | Nova Canaã do Norte              | Colíder            | Norte Mato-Grossense      | 5.968,991  | 12.668      | 2,12    |
| 73  | Nova Guarita                     | Colíder            | Norte Mato-Grossense      | 1.087,310  | 5.054       | 4,65    |
| 74  | Nova Lacerda                     | Alto Guaporé       | Sudoeste Mato-Grossense   | 4.734,162  | 4.855       | 1,03    |
| 75  | Nova Marilândia                  | Alto Paraguai      | Centro-Sul Mato-Grossense | 1.942,816  | 2.303       | 1,19    |
| 76  | Nova Maringá                     | Arinos             | Norte Mato-Grossense      | 11.512,471 | 5.554       | 48,00   |
| 77  | Nova Monte Verde                 | Alta Floresta      | Norte Mato-Grossense      | 6.500,166  | 8.071       | 1,24    |
| 78  | Nova Mutum                       | Alto Teles Pires   | Norte Mato-Grossense      | 9.537,923  | 44.368      | 2,55    |
| 79  | Nova Nazaré                      | Canarana           | Nordeste Mato-Grossense   | 4.038,699  | 2.745       | 0,68    |
| 80  | Nova Olímpia                     | Tangará da Serra   | Sudoeste Mato-Grossense   | 1.567,669  | 19.472      | 12,42   |
| 81  | Nova Santa Helena                | Sinop              | Norte Mato-Grossense      | 2.627,835  | 3.368       | 1,28    |
| 82  | Nova Ubiratã                     | Alto Teles Pires   | Norte Mato-Grossense      | 12.694,974 | 7.768       | 0,61    |
| 83  | Nova Xavantina                   | Canarana           | Nordeste Mato-Grossense   | 5.526,733  | 38.657      | 3,78    |
| 84  | Novo Horizonte do Norte          | Arinos             | Norte Mato-Grossense      | 938,389    | 3.815       | 4,07    |
| 85  | Novo Mundo                       | Colíder            | Norte Mato-Grossense      | 5.801,766  | 6.725       | 1,16    |
| 86  | Novo Santo Antônio               | Norte Araguaia     | Nordeste Mato-Grossense   | 4.368,459  | 2.111       | 0,48    |
| 87  | Novo São Joaquim                 | Canarana           | Nordeste Mato-Grossense   | 5.022,477  | 6.880       | 1,37    |
| 88  | Paranatinga                      | Paranatinga        | Norte Mato-Grossense      | 24.177,568 | 20.074      | 0,83    |
| 89  | Paranaíta                        | Alta Floresta      | Norte Mato-Grossense      | 4.830,143  | 11.540      | 2,39    |
| 90  | Pedra Preta                      | Rondonópolis       | Sudeste Mato-Grossense    | 4.193,207  | 15.590      | 3,72    |
| 91  | Peixoto de Azevedo               | Colíder            | Norte Mato-Grossense      | 14.398,661 | 36.917      | 2,01    |
| 92  | Planalto da Serra                | Paranatinga        | Norte Mato-Grossense      | 2.454,108  | 2.752       | 1,21    |
| 93  | Poconé                           | Alto Pantanal      | Centro-Sul Mato-Grossense | 17.260,861 | 39.106      | 1,80    |
| 94  | Pontal do Araguaia               | Tesouro            | Sudeste Mato-Grossense    | 2.755,095  | 4.966       | 1,80    |
| 95  | Ponte Branca                     | Tesouro            | Sudeste Mato-Grossense    | 687,812    | 1.787       | 2,60    |
| 96  | Pontes e Lacerda                 | Alto Guaporé       | Sudoeste Mato-Grossense   | 8.423,347  | 47.095      | 4,52    |
| 97  | Porto Alegre do Norte            | Norte Araguaia     | Nordeste Mato-Grossense   | 3.977,416  | 9.639       | 2,42    |
| 98  | Porto Esperidião                 | Jauru              | Sudoeste Mato-Grossense   | 5.815,306  | 9.623       | 1,65    |
| 99  | Porto Estrela                    | Tangará da Serra   | Sudoeste Mato-Grossense   | 2.065,241  | 3.984       | 1,93    |
| 100 | Porto dos Gaúchos                | Arinos             | Norte Mato-Grossense      | 7.011,545  | 6.001       | 0,86    |
| 101 | Poxoréu                          | Tesouro            | Sudeste Mato-Grossense    | 6.923,227  | 17.677      | 2,55    |
| 102 | Primavera do Leste               | Primavera do Leste | Sudeste Mato-Grossense    | 5.472,207  | 63.757      | 8,18    |
| 103 | Querência                        | Canarana           | Nordeste Mato-Grossense   | 17.850,249 | 10.682      | 0,60    |
| 104 | Reserva do Cabaçal               | Jauru              | Sudoeste Mato-Grossense   | 370,820    | 2.505       | 6,76    |
| 105 | Ribeirão Cascalheira             | Norte Araguaia     | Nordeste Mato-Grossense   | 11.356,472 | 8.677       | 0,76    |
| 106 | Ribeirãozinho                    | Norte Araguaia     | Nordeste Mato-Grossense   | 623,453    | 2.107       | 3,38    |
| 107 | Rio Branco                       | Jauru              | Sudoeste Mato-Grossense   | 501,496    | 5.039       | 10,05   |
| 108 | Rondolândia                      | Aripuanã           | Norte Mato-Grossense      | 12.701,0   | 3.399       | 0,27    |
| 109 | Rondonópolis                     | Rondonópolis       | Sudeste Mato-Grossense    | 4.165,23   | 205.171     | 41,41   |
| 110 | Rosário Oeste                    | Rosário Oeste      | Centro-Sul Mato-Grossense | 8.802,047  | 31.896      | 2,03    |
| 111 | Salto do Céu                     | Jauru              | Sudoeste Mato-Grossense   | 1.312,186  | 3.682       | 2,81    |
| 112 | Santa Carmem                     | Sinop              | Norte Mato-Grossense      | 3.920,277  | 4.324       | 1,10    |
| 113 | Santa Cruz do Xingu              | Norte Araguaia     | Nordeste Mato-Grossense   | 5.625,401  | 2.116       | 0,38    |
| 114 | Santa Rita do Trivelato          | Alto Teles Pires   | Norte Mato-Grossense      | 3.345,196  | 2.504       | 0,75    |
| 115 | Santa Terezinha                  | Norte Araguaia     | Nordeste Mato-Grossense   | 6.450,838  | 7.289       | 1,13    |
| 116 | Santo Afonso                     | Alto Paraguai      | Centro-Sul Mato-Grossense | 1.169,503  | 2.855       | 2,44    |
| 117 | Santo Antônio do Leste           | Canarana           | Nordeste Mato-Grossense   | 3.596,798  | 3.219       | 0,89    |
| 118 | Santo Antônio do Leverger        | Cuiabá             | Centro-Sul Mato-Grossense | 12.260,081 | 18.859      | 1,54    |
| 119 | Sapezal                          | Parecis            | Norte Mato-Grossense      | 13.597,506 | 34.254      | 1,05    |
| 120 | Serra Nova Dourada               | Norte Araguaia     | Nordeste Mato-Grossense   | 1.479,893  | 1.349       | 0,91    |
| 121 | Sinop                            | Sinop              | Norte Mato-Grossense      | 3.194,339  | 192.762     | 33,11   |
| 122 | Sorriso                          | Alto Teles Pires   | Norte Mato-Grossense      | 9.345,755  | 67.121      | 5,90    |
| 123 | São Félix do Araguaia            | Norte Araguaia     | Nordeste Mato-Grossense   | 19.009,7   | 36.699      | 0,56    |
| 124 | São José do Povo                 | Rondonópolis       | Sudeste Mato-Grossense    | 444,106    | 3.335       | 7,51    |
| 125 | São José do Rio Claro            | Arinos             | Norte Mato-Grossense      | 5.057,854  | 17.324      | 3,43    |
| 126 | São José do Xingu                | Norte Araguaia     | Nordeste Mato-Grossense   | 7.463,654  | 4.198       | 0,56    |
| 127 | São José dos Quatro Marcos       | Jauru              | Sudoeste Mato-Grossense   | 1.280,846  | 18.934      | 14,78   |
| 128 | São Pedro da Cipa                | Rondonópolis       | Sudeste Mato-Grossense    | 344,360    | 3.963       | 11,51   |
| 129 | Tabaporã                         | Arinos             | Norte Mato-Grossense      | 8.225,389  | 10.471      | 1,27    |
| 130 | Tangará da Serra                 | Tangará da Serra   | Sudoeste Mato-Grossense   | 11.565,976 | 91.659      | 6,63    |
| 131 | Tapurah                          | Alto Teles Pires   | Norte Mato-Grossense      | 11.600,132 | 10.438      | 0,90    |
| 132 | Terra Nova do Norte              | Colíder            | Norte Mato-Grossense      | 2.302,332  | 14.424      | 6,26    |
| 133 | Tesouro                          | Tesouro            | Sudeste Mato-Grossense    | 4.017,269  | 3.116       | 0,78    |
| 134 | Torixoréu                        | Tesouro            | Sudeste Mato-Grossense    | 2.397,925  | 4.101       | 1,71    |
| 135 | União do Sul                     | Sinop              | Norte Mato-Grossense      | 4.581,121  | 3.993       | 0,87    |
| 136 | Vale de São Domingos             | Alto Guaporé       | Sudoeste Mato-Grossense   | 2.001,347  | 2.889       | 1,44    |
| 137 | Vera                             | Sinop              | Norte Mato-Grossense      | 2.950,868  | 9.183       | 3,11    |
| 138 | Vila Bela da Santíssima Trindade | Alto Guaporé       | Sudoeste Mato-Grossense   | 13.630,948 | 13.711      | 1,01    |
| 139 | Vila Rica                        | Norte Araguaia     | Nordeste Mato-Grossense   | 7.433,445  | 27.929      | 2,55    |
| 140 | Várzea Grande                    | Cuiabá             | Centro-Sul Mato-Grossense | 938,057    | 237.466     | 245,68  |
| 141 | Água Boa                         | Canarana           | Nordeste Mato-Grossense   | 7.582      | 28.994      | 2,45    |